# Rogfast
Rogfast este un tunel rutier subacvatic aflat în construcție între comunele norvegiene Randaberg (la nord de orașul Stavanger) și Bokn din provincia Rogaland, Norvegia. Partea principală a Rogfast este tunelul Boknafjord, lung de 26,7 kilometri, care este destinat să devină cel mai lung tunel rutier (înainte de tunelul Laerdal, aflat de asemenea în Norvegia) și, prin urmare, și cel mai lung tunel rutier subacvatic din lume. Acesta se va afla până la 392 de metri sub nivelul mării, depășind tunelul norvegian Ryfylke cu 100 de metri, fiind cel mai de jos tunel de pe Pământ până în prezent (din 2023). Proiectul include și o conexiune cu comuna insulară Kvitsøy, cu un tunel de legătură de 4,1 kilometri, numit tunelul Kvitsøy, care merge spre comuna Kvitsøy.
Costul proiectului este estimat la 20,6 miliarde de coroane (aproximativ 1,94 miliarde de euro) (în decembrie 2020).
Construcția tunelului a început pe 4 ianuarie 2018, după ce Parlamentul norvegian l-a aprobat în mai 2017 și este programat să fie finalizat în 2033. Rogfast va face parte din ruta Europeană E39 de-a lungul coastei de vest a Norvegiei și este primul proiect major din cadrul proiectului Ferjefri E39 („E39 fără feriboturi”), care intenționează să înlocuiască toate serviciile de feriboturi de pe această rută între Kristiansand și Trondheim.

## Etimologie
Rogfast este o abreviere pentru denumirea norvegiană „Rogaland fastforbindelse”, care poate fi tradus ca „legătură fixă cu Rogaland”.